# Sulpiride
Sulpiride è un farmaco appartenente alla famiglia delle "benzammidi sostituite" utilizzato per il trattamento di diversi disturbi psichiatrici e digestivi. 
A basse dosi trova impiego nel trattamento della depressione maggiore, moderata e cronica (distimia) in particolare nelle forme miste ad ansia e somatizzazioni, mentre a dosi elevate è utilizzata nel trattamento sia acuto che cronico della schizofrenia. A dosi ancora minori, l'isomero levo (levosulpiride), che risulta essere circa due volte più attivo dell'isomero destro, è utilizzato per il trattamento dei disturbi digestivi.
In Italia il farmaco è venduto dalla società farmaceutica Teofarma con il nome commerciale di Dobren e nella formulazione in gocce per il trattamento dei disturbi digestivi (levosulpiride) con il nome di levobren e levopraid.

## Farmacologia

### Farmacodinamica
La molecola si lega selettivamente, con un effetto antagonista, ai recettori dopaminergici D2 a livello periferico e centrale (e in misura minore ai D3). Il legame con i recettori D1, istaminergici, serotoninergici, adrenergici, muscarinici colinergici o GABAergici non risulta significativo.
Questo meccanismo d'azione prevale a dosaggi superiori ai 600 mg giornalieri ed è responsabile degli effetti antipsicotici, in maniera simile ad altri agenti neurolettici anche se contrariamente ad altre molecole di questa categoria, non induce effetti di tipo sedativo e non mostra generalmente effetto catalettogeno né antagonismo del comportamento stereotipato indotto da apomorfina.
A dosi minori (inferiori ai 200 mg giornalieri), il farmaco esercita un effetto attivante piuttosto che sedativo, aumentando l'attività locomotoria spontanea e potenziando la motilità indotta da apomorfina nei roditori. Ciò è dovuto al fatto che a bassi dosaggi la sulpiride mostra una affinità preferenziale per gli autorecettori presinaptici D2 della dopamina dove agisce da antagonista e determinando così un incremento del rilascio di questo neurotrasmettitore (un meccanismo d'azione opposto a quello neurolettico). Ciò si ritiene sia alla base degli effetti antidepressivi del farmaco, in particolare nei confronti della depressione neurotica e della distimia, essendo in grado di aumentare l'umore del paziente e di determinare un'azione disinibente, moderando inoltre i sintomi di ruminazione e d'ansia.
Per questo, Sulpride è indicata in alcuni studi come un modulatore dell'attività della dopamina piuttosto che come un semplice antagonista. 
Al contrario di quanto accade con altri neurolettici, sulpiride lega i recettori D2 in modo sodio-dipendente. Il composto si è inoltre dimostrato altamente selettivo nei confronti dei recettori dopaminergici D2 a livello mesolimbico, riducendo in tal senso gli effetti collaterali motori. Il farmaco sembra anche in grado di bloccare preferenzialmente i recettori pre-sinaptici auto-inibitori di tipo D4, i quali si trovano situati sui terminali delle fibre glutammatergiche delle vie corticostriatali: l'interazione determina un incremento di rilascio di glutammato (la carenza di glutammato, secondo alcuni autori, è una causa dei sintomi psicotici). Avendo una scarsa permeabilità emoatoencefalica è particolarmente attivo sui recettori dopaminergici periferici come quelli dell'ipofisi, e ciò causa la secrezione di prolattina e quindi iperprolattinemia (uno dei principali effetti collaterali), in particolare ai dosaggi elevati.
Come altre molecole di questa classe (ad esempio amisulpiride) si è dimostrata in grado di attivare in vivo il recettore del gamma idrossi butirrato (GHB), ciò può contribuire ai suoi effetti ansiolitici ed antipsicotici. Analogamente ad esse, mostra un'attività come inibitore delle istone deacetilasi (HDAC), attivando la demetilazione del DNA delle cellule cerebrali e quindi l'induzione dell'espressione genica, specie nei neuroni GABAergici (l'alterazione dell'espressione genica potrebbe essere implicata nella genesi dei disturbi psichiatrici).
Benché sulpiride ed amisulpride siano clinicamente e farmacologicamente simili (ad esempio per l'essere escreti praticamente immodificati, per la virtuale mancanza di affinità per i recettori 5ht2a ed il meccanismo d'azione dose-dipendente) differiscono significativamente nella loro affinità verso i recettori della dopamina: infatti mentre già a basse dosi amisulpride occupa il 90% dei recettori della dopamina, sulpiride non supera il 60% nemmeno ai dosaggi più elevati. Amisulpride, sultopride e sulpiride (composti ad essa correlati) mostrano rispettivamente una affinità in vitro decrescente per i recettori D2 (IC50 = 27, 120 and 181 nM) e D3 della dopamina (IC50 = 3.6, 4.8 and 17.5 nM).
Altri effetti del farmaco consistono nell'inibizione dell'emesi indotta da apomorfina, iperprolattinemia, lieve diminuzione delle resistenze vascolari periferiche. Studi sperimentali hanno permesso di evidenziare anche un aumento della motilità e del flusso sanguigno a livello gastrico. Verosimilmente quest'ultimo effetto potrebbe essere responsabile dell'azione curativa osservata sulle ulcere gastriche in modelli animali (roditori e primati). Inoltre allevia la sensazione di vertigini.

### Farmacocinetica
Sulpiride a seguito di somministrazione per via orale è relativamente ben assorbita dal tratto gastroenterico. 
La biodisponibilità dopo somministrazione orale è compresa tra il 25% e il 40%. Il composto non subisce metabolismo presistemico.
il picco plasmatico (Cmax) viene ottenuto entro 2-4 ore dalla assunzione. L'emivita di eliminazione varia tra 6 e 8 ore. Il volume di distribuzione è pari a 0,65-1,4 l/kg. Il farmaco si lega alle proteine plasmatiche nella misura del 14% (ma secondo alcuni autori nel paziente schizofrenico risulterebbe decisamente più elevato, raggiungendo il 40%).
Sulpiride oltrepassa la barriera ematoencefalica ma non in misura rilevante e le concentrazioni nel fluido cerebrospinale sono circa il 13% di quelle raggiunte a livello plasmatico. Il farmaco è escreto dall'organismo quasi interamente in forma immodificata attraverso l'emuntorio renale (la quota eliminata tramite le feci è decisamente minore). L'80% di una dose assunta è eliminata entro 24 ore e circa il 95% in 48 ore. 
Viene prodotto un solo metabolita, la 5-ossipirrolidinilsulpiride, farmacologicamente inattiva. Questo metabolità viene successivamente escreto con le urine.
Il farmaco passa in piccole quantità nel latte materno.

### Tossicologia
I valori della DL50 nel topo a seguito di somministrazione per via orale sono stati di 6500–7700 mg/kg peso corporeo. Nella somministrazione endovenosa il valore è stato paria a 61–68 mg/kg.
Nel ratto la determinazione della DL50 dopo somministrazione endovenosa, intramuscolare e orale è stata rispettivamente di 110 mg/kg, 200 mg/kg e > 6000 mg/kg.

## Usi clinici
Sulpiride è indicata nel trattamento della schizofrenia acuta e cronica, in psicosi acute e croniche, nella distimia (psiconevrosi ansioso-depressiva con cenestopatia e somatizzazione), nella depressione reattiva, nella depressione atipica, moderata e depressione mista ad ansia (in particolare nelle forme con somatizzazioni).
La forma levo è utilizzata nel trattamento di disturbi gastrici come la sindrome dispeptica (meteorismo, senso di tensione epigastrica, cefalea postprandiale, stipsi) e da ritardato svuotamento gastrico legato a fattori organici e psicosomatici, come antiemetico (effetto anti-nausea) e nel trattamento delle cefalee sia di origine vasomotorie che muscolo-tensive. Può essere anche utilizzato nel trattamento delle vertigini.
Uno studio ha mostrato un effetto positivo nel trattamento degli acufeni.

### Dosi terapeutiche
Nel trattamento della schizofrenia è indicata la somministrazione di un dosaggio orale iniziale pari a 200–400 mg due volte al giorno. Questa dose può essere aumentata fino a un massimo di 1200 mg due volte al giorno. 
Nel trattamento di soggetti con prevalenza di sintomi negativi, come apatia o povertà di linguaggio, è consigliabile somministrare una dose iniziale di 400 mg due volte al giorno, che può poi essere ridotta a 200 mg due volte al giorno quando si osserva la risposta terapeutica. Il composto può essere somministrato anche per via intramuscolare alla dose di 200–800 mg al giorno. Nei bambini il dosaggio orale consigliato è di 3–5 mg/kg/die.
Nel trattamento delle forme ansioso\depressive il dosaggio consigliato è di 100-300 al giorno mg mentre in quello delle sindromi digestive di 25 mg fino a 3 volte al giorno. L’insorgenza di effetti antidepressivi è generalmente più rapida di quella di altri farmaci antidepressivi e avviene dopo circa 1-2 settimane di trattamento.

## Effetti collaterali e indesiderati
Gli effetti collaterali sono in genere lievi e dose dipendenti, per cui è ben tollerato specie a basse dosi. Effetti collaterali comuni possono essere insonnia o sonnolenza, nausea, mal di testa, aumento ponderale, ansia specie ai dosaggi elevati. Non provoca generalmente effetti collaterali da sospensione quando utilizzato come antidepressivo.
L'aumento di peso, che si può verificare specie a dosaggi elevati, è comunque minore rispetto a quello provocato da altri farmaci utilizzati per lo stesso scopo. Meno comunemente può provocare un aumento del QT (alterazione riscontrabile all'elettrocardiogramma). In caso di sovradosaggio l'amisulpride è stato collegata ad episodi di torsione di punta.
In alcuni pazienti è stata segnalata la comparsa di aumento ponderale, galattorrea, amenorrea e ginecomastia, specie dopo un trattamento prolungato ed a dosaggi elevati. Questi ultimi sono indicativi di uno stato di iperprolattinemia che scompare con il cessare del trattamento. L'iperprolattinemia, tipica di questa classe farmacologica, può essere controllata con quinagolide (per via della scarsa interazione farmacodinamica) o nei casi meno gravi con estratti di Vitex agnus-castus.
In rari casi e ai dosaggi elevati, si possono osservare effetti di tipo extrapiramidale come acatisia, distonia acuta e parkinsonismo, così come altri disturbi neurologici quali eccitabilità, irritabilità, ansietà e modificazioni dell'umore. Oltre alle discinesie precoci (più frequenti) possono comparire anche discinesie tardive. Altri effetti indesiderati segnalati con minore frequenza comprendono disturbi del ritmo cardiaco, modificazioni del tracciato elettrocardiografico (in particolare anomalie della ripolarizzazione) e disturbi delle funzioni sessuali (aumento o diminuzione della libido). 
Anche a seguito di somministrazione di sulpiride, così come nel caso di altri molecole ad attività antipsicotica, è stata riportata la comparsa di sindrome neurolettica maligna.

### Controindicazioni
Sulpiride è controindicata nei soggetti con ipersensibilità nota al principio attivo oppure ad uno qualsiasi degli eccipienti utilizzati nella formulazione farmacologica.
Non deve essere utilizzata in pazienti affetti da feocromocitoma, per il rischio che si verifichino crisi ipertensive. 
È inoltre da evitare in donne in stato di gravidanza accertata o presunta a meno di un'attenta valutazione del rapporto rischio/beneficio. 
La somministrazione del farmaco deve essere effettuata con precauzione nei soggetti maniacali o ipomaniacali nei quali può indurre esacerbazione dei sintomi.
Particolare cautela è richiesta anche nel trattamento di pazienti affetti da malattia di Parkinson, epilessia, ipertensione arteriosa, oppure insufficienza cardiaca. 
Nei soggetti anziani o affetti da insufficienza renale viene raccomandata una riduzione della posologia e di evitare la contemporanea assunzione di etanolo.

### Sovradosaggio
In caso di sovradosaggio volontario od accidentale, possono comparire sintomi extrapiramidali (rigidità, tremori agli arti, acinesia o bradicinesia) oltre a stato di agitazione, confusione mentale, turbe del sonno e ipotensione arteriosa.

In letteratura medica è riportato un unico caso con evoluzione verso uno stato di coma. L'intossicazione è di solito di breve durata ed è sufficiente l'interruzione del trattamento oppure la diminuzione del dosaggio per vedere i sintomi scomparire nel giro di poche ore. In alcuni casi si rende necessario trattare la sintomatologia con adeguate misure di supporto, eventualmente ricorrendo a trattamenti antiparkinsoniani.

## Interazioni
- Sucralfato e antiacidi contenenti idrossidi di alluminio e magnesio: la contemporanea somministrazione con sulpiride diminuisce la biodisponibilità orale di quest'ultima. Pertanto l'antipsicotico dovrebbe essere assunto prima di queste sostanze ad attività antiacida e gastroprotettrice.
- Antipertensivi: sulpiride in associazione con questi farmaci ne potenzia l'azione ipotensiva.
- Ipnotici, sedativi, tranquillanti, anestetici generali e analgesici: la contemporanea somministrazione con sulpiride comporta una aumentata attività di depressione del sistema nervoso centrale (SNC).